# 日野・ポンチョ

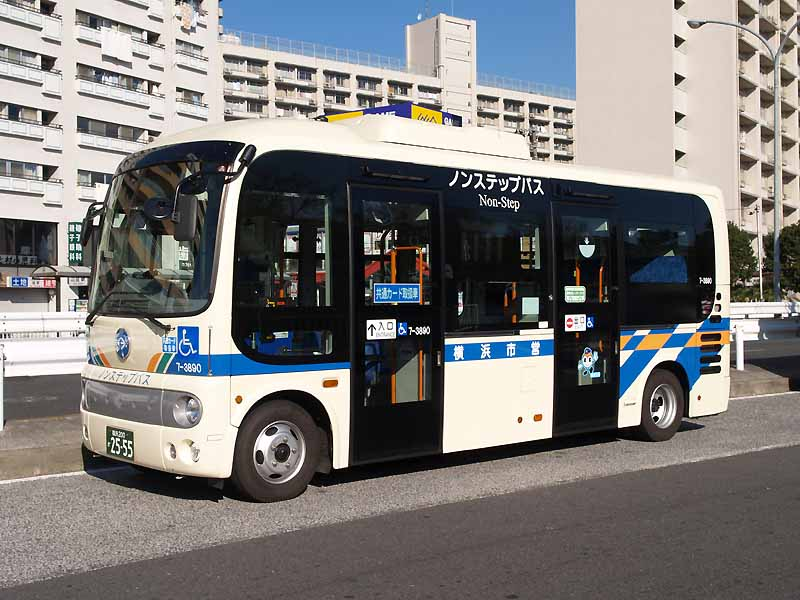
ポンチョ（2代目ロング）
BDG-HX6JLAE
横浜市営バス
側面LED式大型行先表示器搭載車

ポンチョ（Pon'cho）は、ジェイ・バスが製造し、日野自動車が販売する小型ノンステップバス。路線用に特化しており、主にコミュニティバスでの使用を想定した設計となっている。車名の由来は「ポンと乗ってチョこっと行く」ことから。また衣服のポンチョにも掛けている。
2002年から2005年に発売された半国産の初代ポンチョ (VF3ZCPMAC) と、2006年以降発売されている純国産の2代目ポンチョ (HX系) の2種類があるが、本項では両車種を扱う。

## 初代
2002年に発売開始。2003年には車椅子の乗降に便利な背面ドア（バックドア）付仕様が追加された。当初の予定から3年間で90台の限定生産品となっており、2005年をもって販売終了した。型式はVF3ZCPMAC。
初代ポンチョはヨーロッパ製の小型ノンステップバスに対抗して製造された半日本製バスで、シャーシとディーゼルエンジンはフランスのPSA・プジョーシトロエン製である。ボディは当初は日野車体工業が架装していたが、日野自動車といすゞ自動車のバス製造事業を統合したジェイ・バスの発足後は、製造がトヨタテクノクラフトに移管された。トヨタ自動車が仲介役となって実現したが、当時トヨタ・アイゴで合弁関係となったPSAに対する配慮の一環といわれる。
| 日野・ポンチョ（初代）VF3ZCPMAC 背面ドア付西東京バス/羽村市はむらん  |  | 日野・ポンチョ（初代）VF3ZCPMAC 背面ドア付西東京バス/羽村市はむらん |
| 日野・ポンチョ（初代）VF3ZCPMAC 背面ドア付 西東京バス/羽村市はむらん |  |                                                                     |

シャシは前輪駆動となっているのが特徴で、ヨーロッパ車ではプジョー・ボクサー、シトロエン・ジャンパー、フィアット・デュカトにも使われているものである。またエンジンもフロントエンジンを採用し、フロントエンジン・フロントドライブとなっている。最大出力93kW（127PS）、最大トルク294N･m(30kg･m)のインタークーラー・ターボ付き2.8L直列4気筒ディーゼルエンジンを横置きしている。
サスペンションは前輪がストラット + コイルスプリング、後輪がリジッドアクスル + 半楕円リーフスプリングとなっており、現在のノンステップバスで主流の空気ばねによるニーリング機構を備える車両とは異なっている。
これらの仕様が示すように、構造的にはミニバンやデリバリーバンなどと同様、乗用車の延長である。
車両のサイズは全幅2m×全長5.8mで、客室フロア全体がノンステップのフルフラットノンステップバスとなっている。定員は、座席12＋立席7＋運転席1の計20人乗り（車椅子1台乗車可能）。背面ドア付仕様は定員が1名減となる。
また、仕様が簡略化されバリエーションが絞られているのも特徴で、背面ドア付を含めても2仕様だけで、価格も単一で1,530万円である。変速機は5速マニュアルトランスミッションのみのラインナップとなる。行先表示もユーザーが方向幕装置などを希望しなければ差し込み式となる。

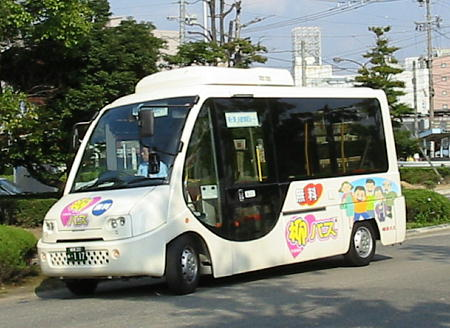
初代ポンチョ 岐阜バス
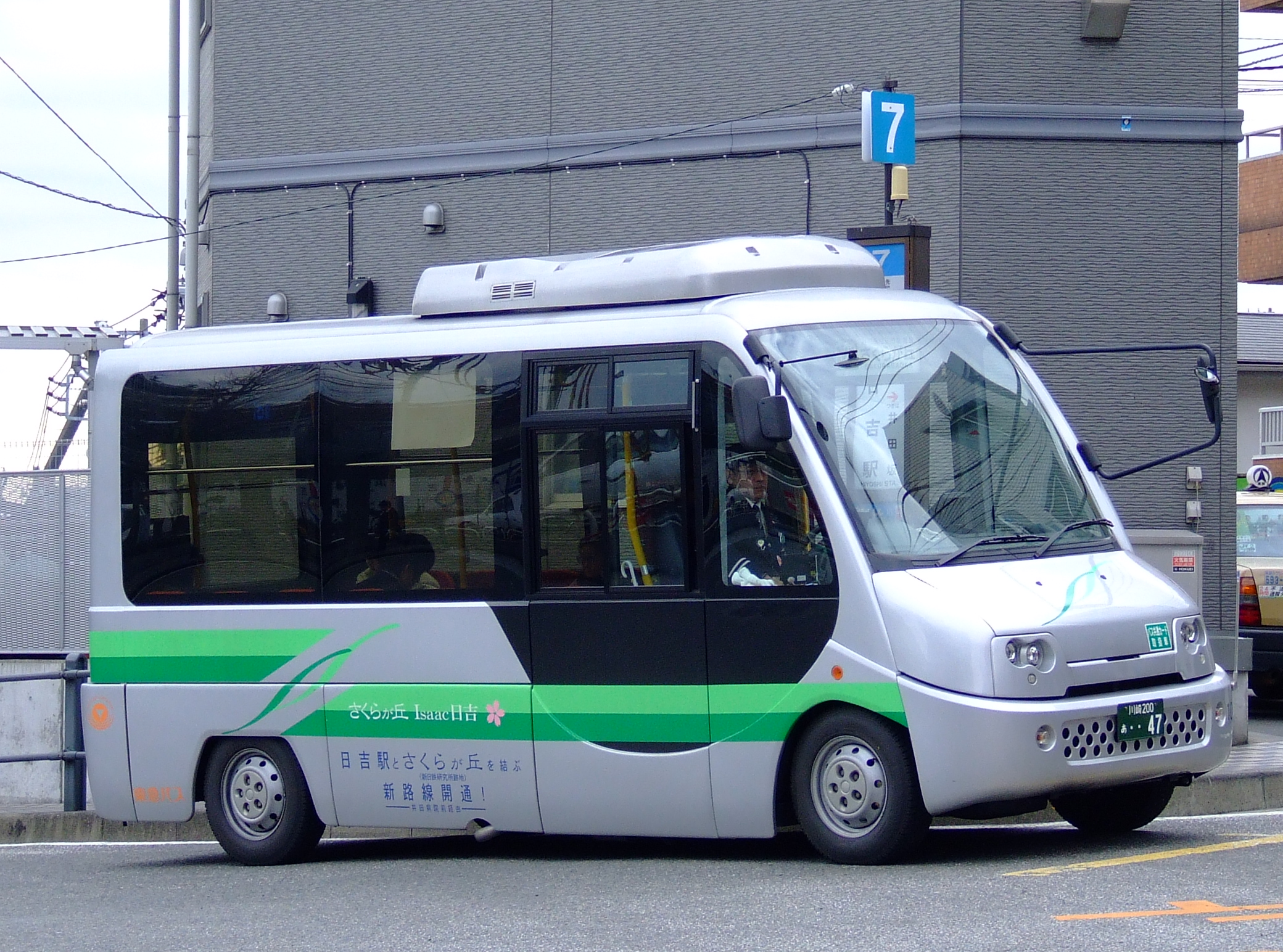
初代ポンチョ 東急バス
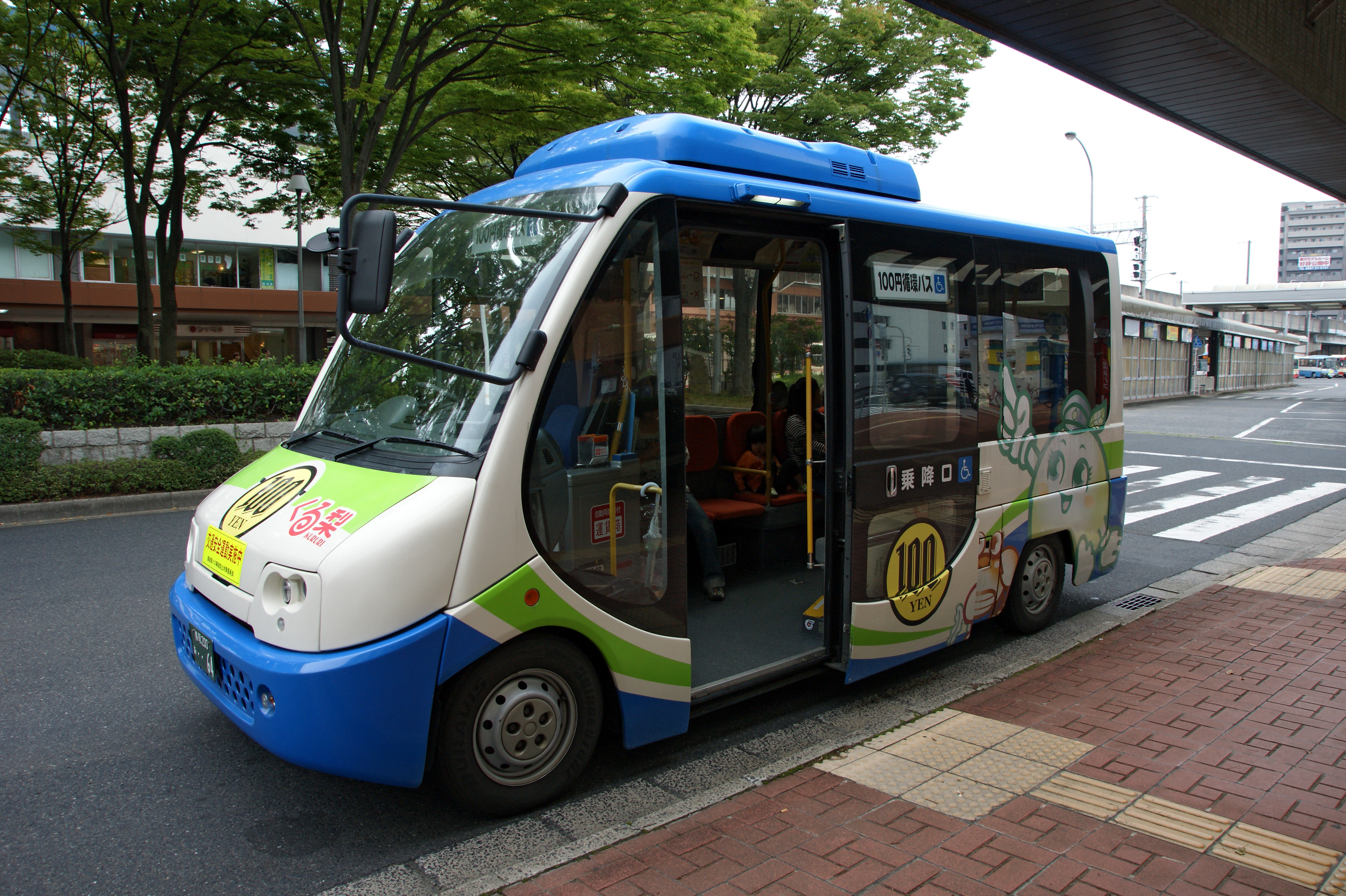
初代ポンチョ 日ノ丸自動車 鳥取市くる梨
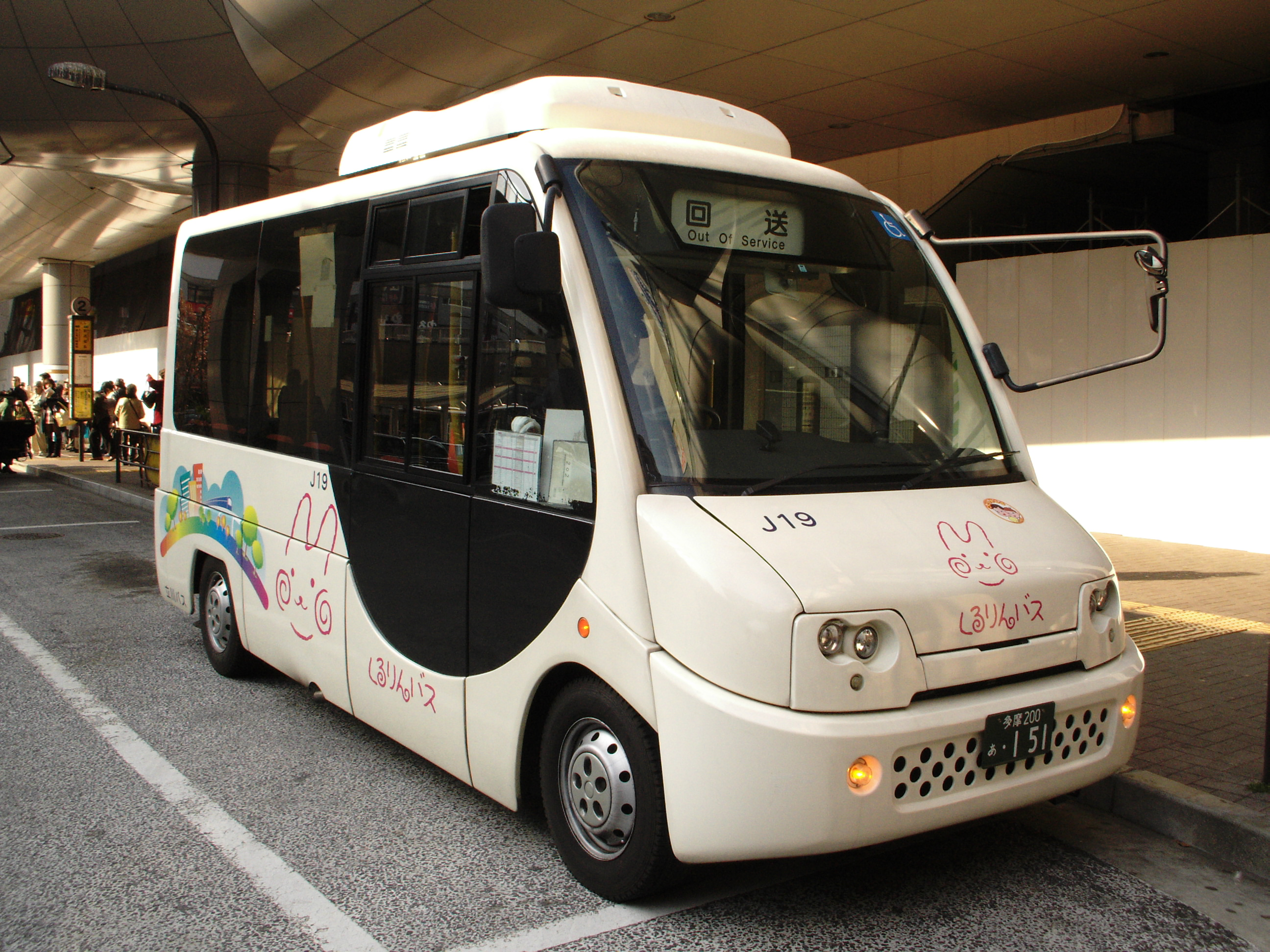
初代ポンチョ 立川バス 立川市くるりんバス

## 2代目（HX系）

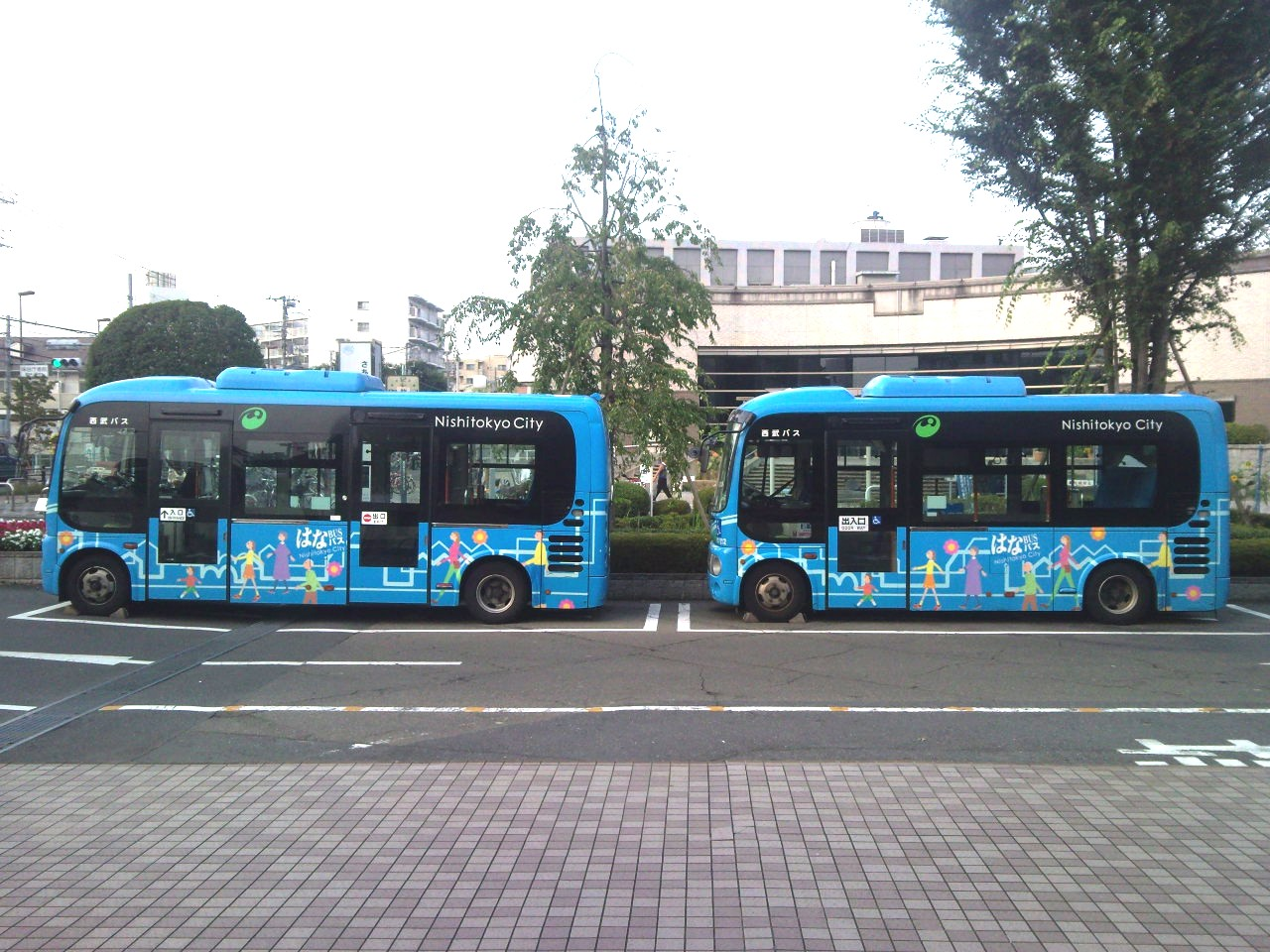
2代目ポンチョ ロングとショートの側面比較
西武バス
西東京市「はなバス」

2代目ポンチョは初代とは異なり、純日本製のバスとなった。また、日野自動車・いすゞ自動車のバス製造事業統合に伴い、ジェイ・バス小松工場で製造される。2代目HX系では横置きリアエンジンを採用した。
リエッセ (RX系) をベースとして、2004年の第38回東京モーターショーに参考出品した純国産の小型ノンステップバス「ポンチョL」を量産化向けに仕様変更したもので、2006年（平成18年）3月22日 に発売された。
「シンプルで丸みある親しみやすい外観デザイン」「ユニバーサルデザイン思想の乗降性や室内空間」をコンセプトとしており、それが高く評価され、2006年度（平成18年度）のグッドデザイン賞を受賞した（受賞番号06A12031）。デザイナーは 塩野太郎（鉄道デザイナー、現：総合車両製作所所属）。
可愛らしい外観に合わせて灯火類は全て丸形で揃えられているが、これらは専用部品ではなく、前照灯は日野自動車と同じトヨタグループに属するダイハツの軽自動車2代目ムーヴカスタム（L900系）からの流用、リヤのランプ類も2代目セレガと共通とするなど、個性を出しつつコストを抑えている。
車体および構造は基本的にリエッセをベースとしてノンステップ化している。2代目セレガ同様、サスペンションやエンジンなど前後それぞれ別のシャーシに、フルディップカチオン電着塗装を済ませたボディを「ポン載せ」する工法で組み立てられている。全長はリエッセと同じ7mのロングボディに加え、乗車定員を29人にすることにより、中型自動車免許で運転可能な6.3mのショートボディが新たに設定された。また、ニーリング機構が標準装備となった。
車体後端のエンジンをトランスミッションの上に2階建てに重ねた上で横置きとしてリアオーバーハングを大幅に短縮し、また運転席を前輪の前方から前輪直上に移すことでフロントオーバーハングも短縮して、ホイールベースをリエッセの3550mmから4825mmに拡大した。これにより、フルフラットノンステップではないものの（最後列の4人掛け席のみステップがある）、短めの全長の中に最大限のノンステップフロアを確保した。ホイールベース間では車椅子が回転できる通路幅が確保されている。ただしホイールベースが延長されたことで最小回転半径も大きくなり、リエッセの売りであった「クラス最小の最小回転半径」が失われ、小回りが効かなくなった。このためコミュニティバスに多い狭隘路線では、リエッセからの代替が困難になるケースも生じた。
乗降扉はワンボックスカーのような外側スライド式のプラグドアで、ロングボディでは2ドアと1ドア（トップドア）が選択でき、ショートボディでは1ドアのみとなる。ロングでは定員30名以上を確保し非常口も設置されている。仕様としては、ロング・ショートともに「前向きシートタイプ」「横向きシートタイプ」「前向きシートタイプ・寒冷地仕様」の3種類が設定されている。

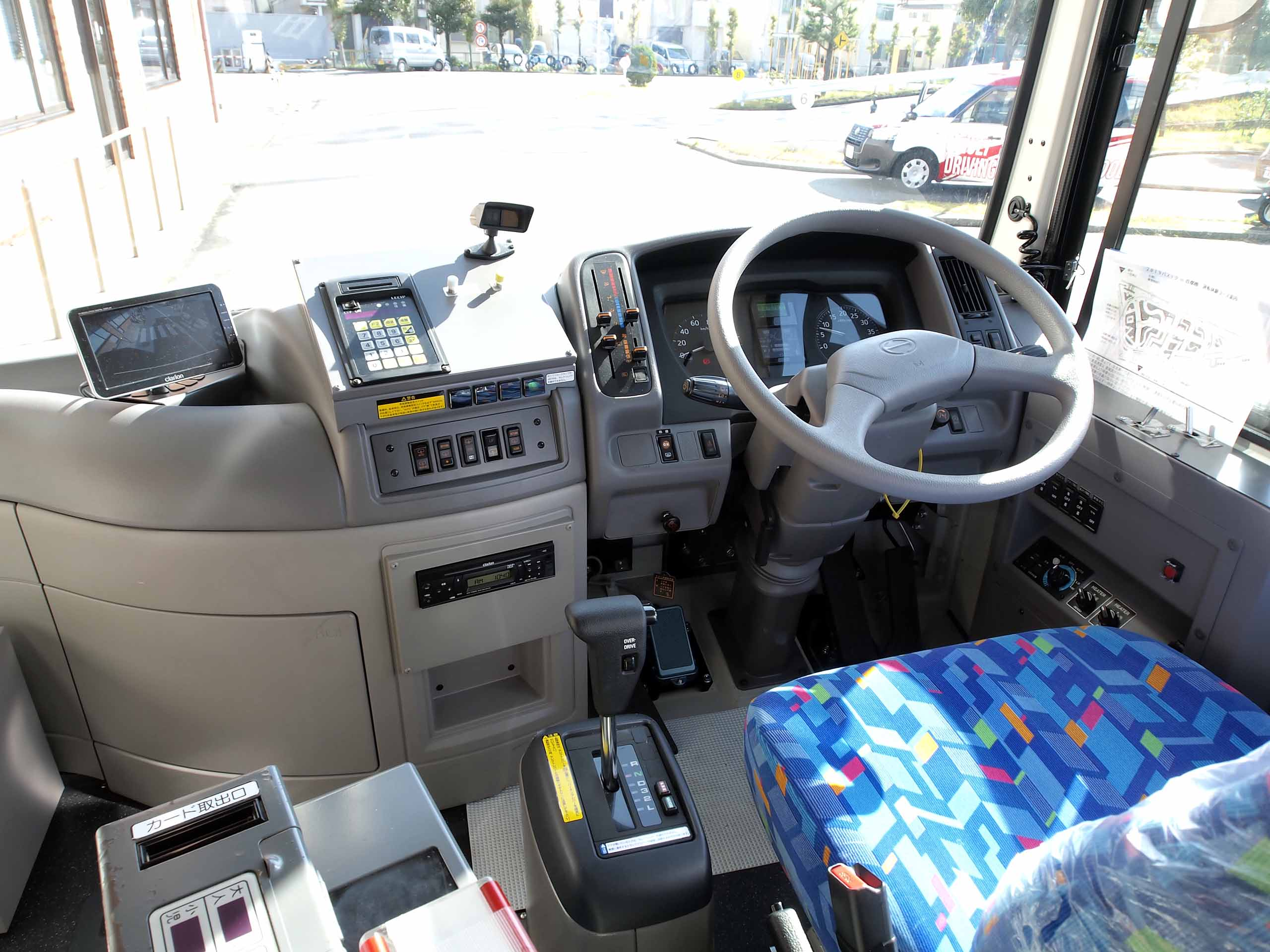
2代目ポンチョの運転席（2DG-車）

### ADG-HX6J系/BDG-HX6J系
2006年（平成18年）3月22日発売（ADG-HX6J系）。同年12月20日には、電子制御式5速AT車が追加設定された。
エンジンは排気量4.7L、ターボ付き直列4気筒のJ05D (J5-IIF) 型（最大出力132kW/180ps、最大トルク490N･m/50kg･m）となる。日野自動車の排出ガス浄化装置「DPR」を採用しPMを低減することで、平成17年排出ガス規制（新長期規制）に適合している。また、ABSが標準装備となっている。
車両価格は、初代ポンチョとほぼ同じ1,541万円（ロングボディ・都市型シート多区間）で、リエッセの路線仕様ステップリフトバス（新車価格1,036万円）に比べ、500万円ほど高価である。2007年（平成19年）11月末時点で200台以上が製造された。
2007年（平成19年）7月18日に一部改良を実施し、NOx・PMをともに10%低減させて発売した（BDG-HX6J系）。外観・内装ともに改良前モデル（ADG-代）との違いはほとんどなく、外観ではリアに低排出ガス車ステッカーが追加された程度である。
さらに同年9月には、京浜急行バス・横浜市営バスにおいて、ポンチョでは初めて側面LED式大型行先表示器を搭載した車両が登場した。
2008年（平成20年）10月には、ロングボディに座席定員18人を確保した1扉車が追加設定された1扉車（郊外型シート多区間）は座席18、立席14、運転席1の33人乗り。前向きシートを右側2人掛け・左側1人掛けとすることで座席数を増やした。なお、これよりも前に九州産交バスの「みなくるバス」用に1扉ロングタイプを納入した実績がある。
型式は以下のとおり。
|                             | ショート    | ロング      |
| --------------------------- | ----------- | ----------- |
| 排出ガス規制識別記号ADG代車 | ADG-HX6JHAE | ADG-HX6JLAE |
| 排出ガス規制識別記号BDG代車 | BDG-HX6JHAE | BDG-HX6JLAE |

定員
- ショート（型式：ADG/BDG-HX6JHAE）
  - ノンステップ部横向き：座席14+立席10+運転席1、計25人乗り
  - ノンステップ部前向き：座席10+立席18+運転席1、計29人乗り
  - ノンステップ部左側横向き・右側前向き：座席12+立席14+運転席1、計27人乗り（寒冷地仕様）

- ロング（型式：ADG/BDG-HX6JLAE）
  - ノンステップ部横向き：座席14+立席16+運転席1、計31人乗り
  - ノンステップ部前向き：座席11+立席24+運転席1、計36人乗り
  - ノンステップ部左側横向き・右側前向き：座席12+立席21+運転席1、計34人乗り（寒冷地仕様）
  - ノンステップ部前向き、左側1人掛け・右側2人掛け：座席18＋立席14+運転席1、計33人乗り（1扉車・郊外型シート）

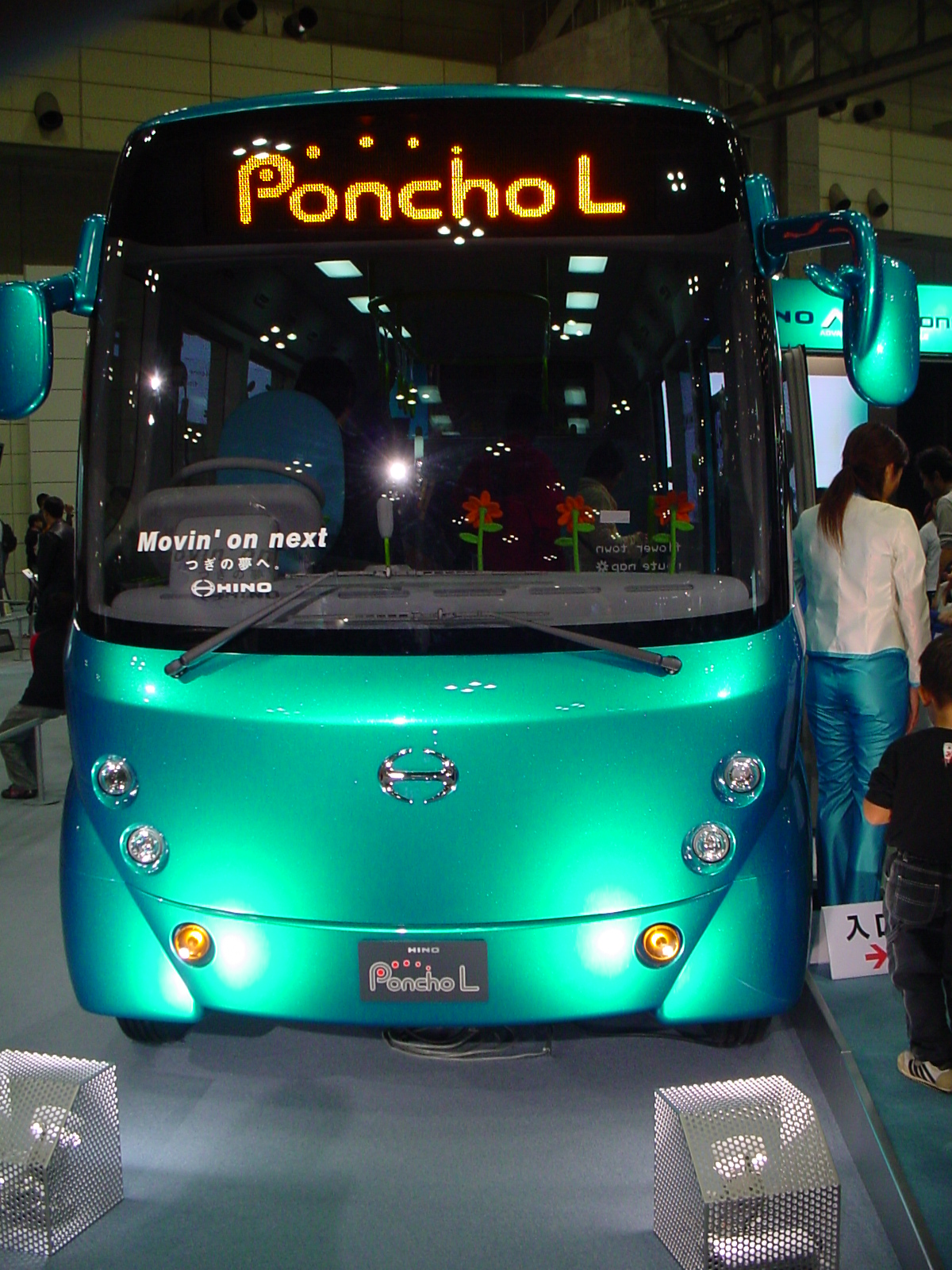
日野ポンチョL 2代目ポンチョのコンセプトモデル
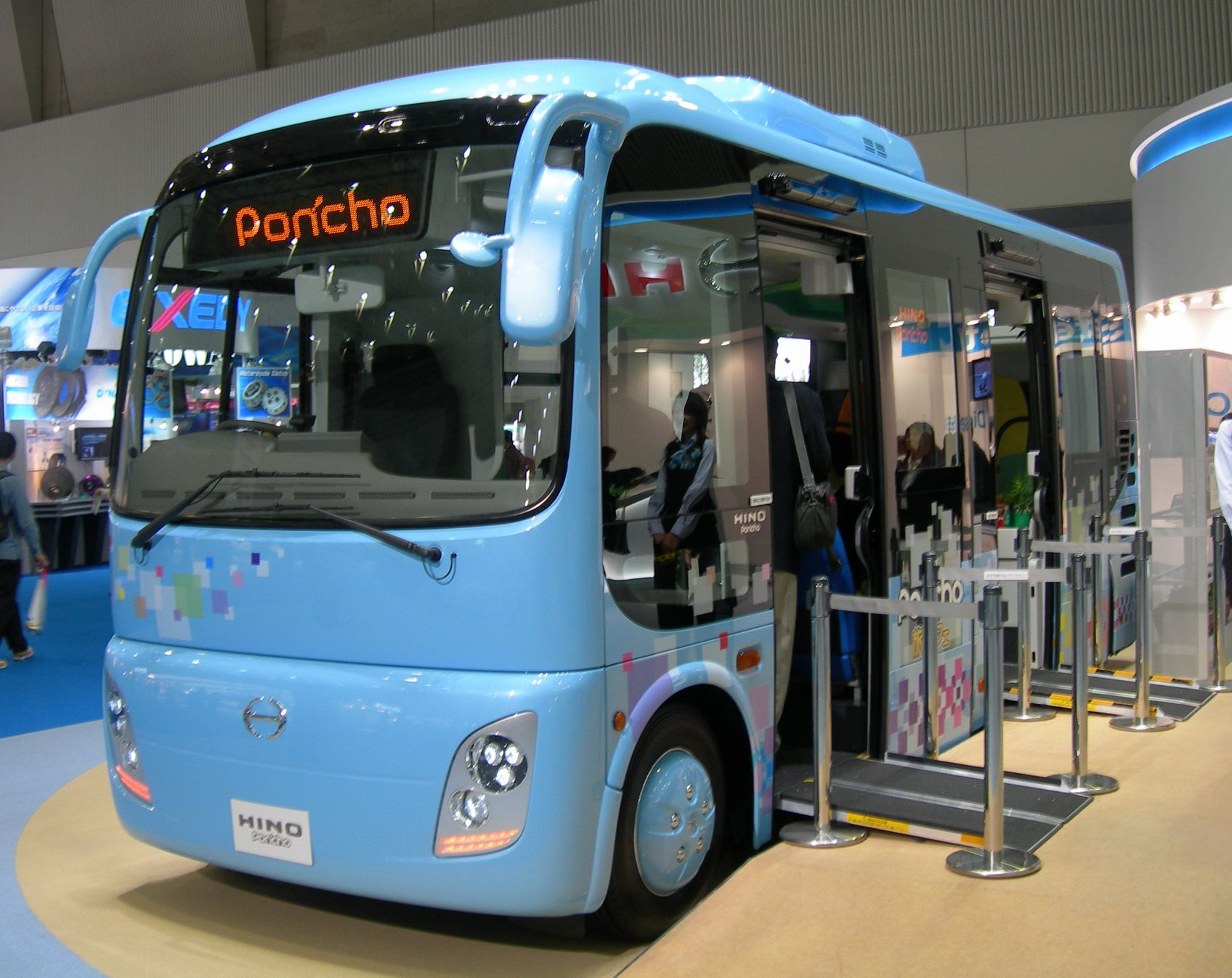
ポンチョ旅カフェ 東京モーターショー参考出品車
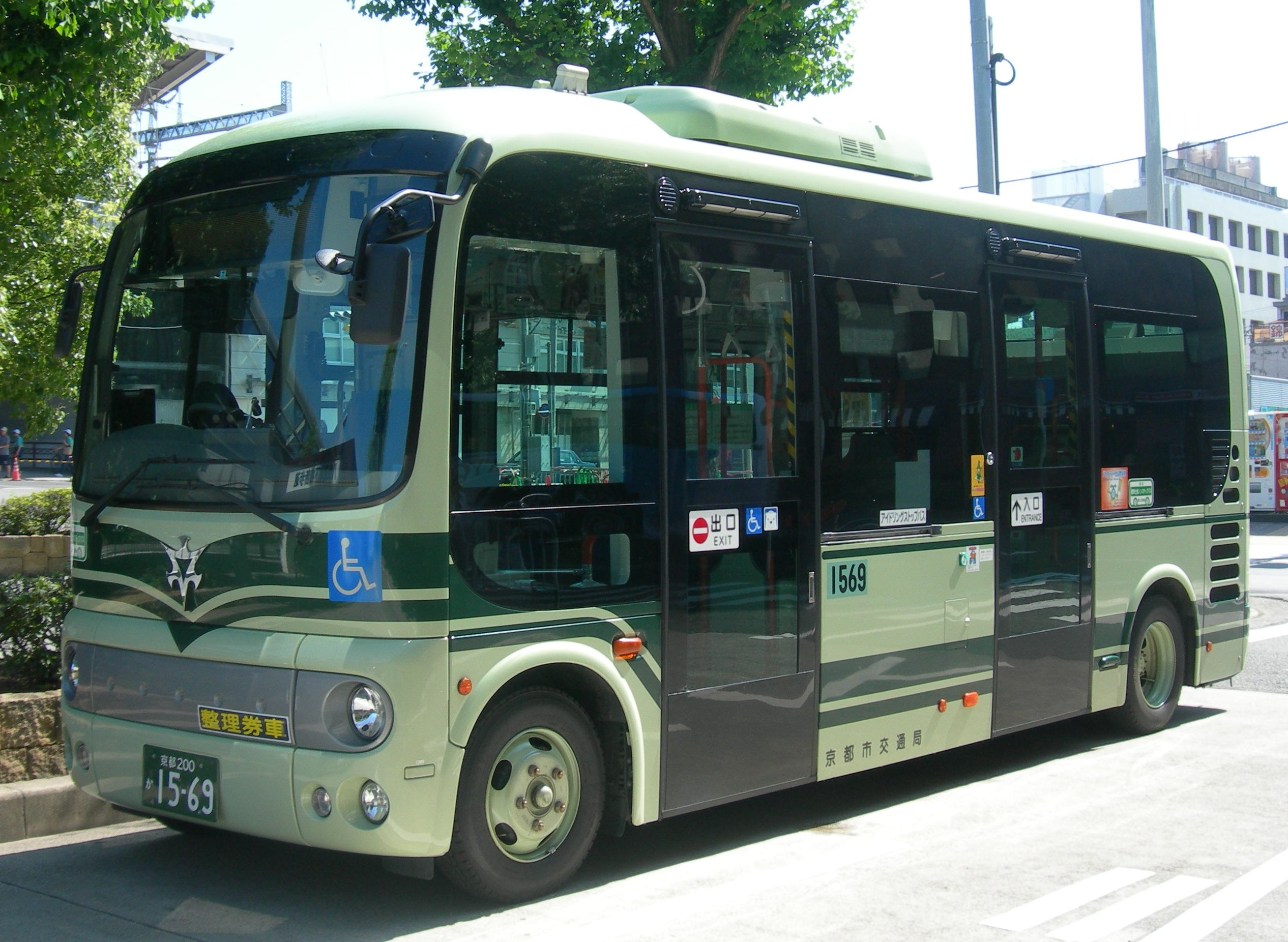
2代目ポンチョロング ADG-HX6JLAE 京都市交通局
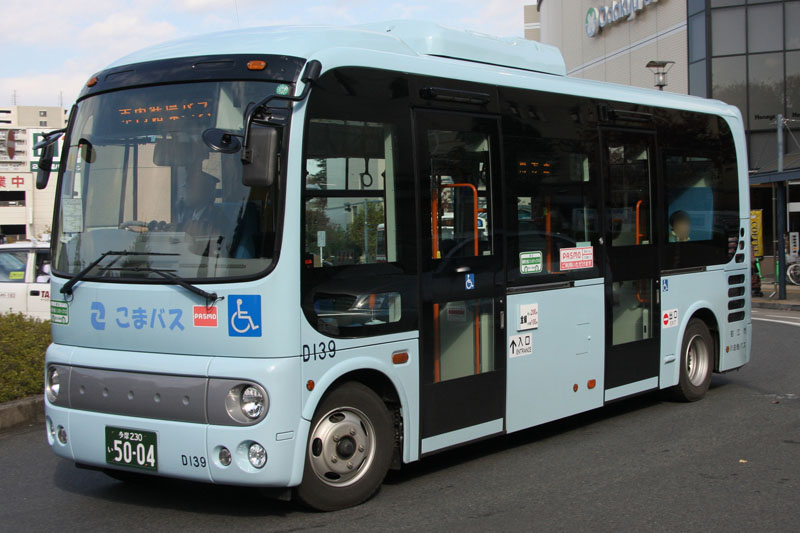
2代目ポンチョロング BDG-HX6JLAE 小田急バス 狛江市「こまバス」
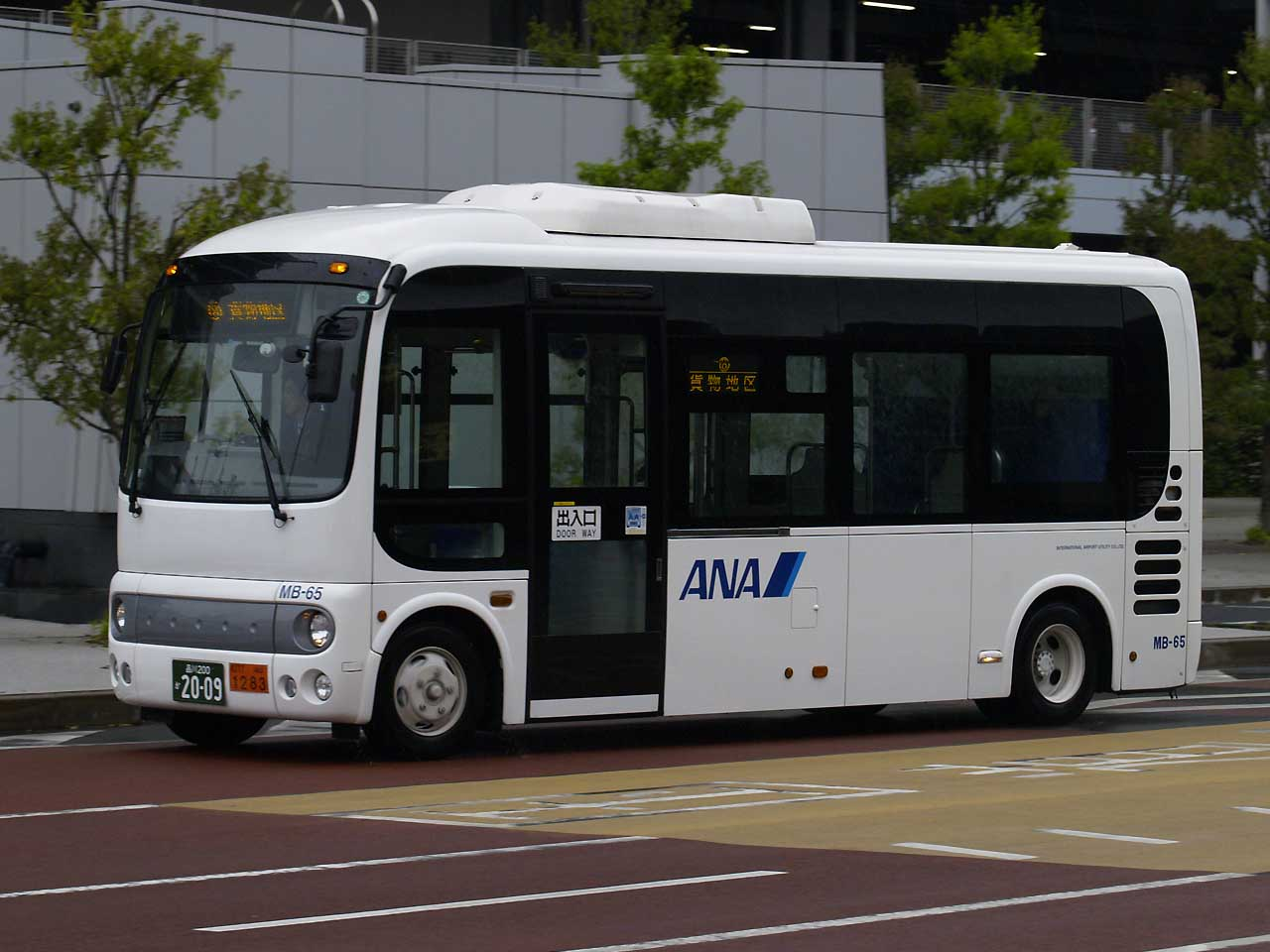
ポンチョ2代目ロング（1扉車） BDG-HX6JLAE 国際空港事業（全日空グループ）
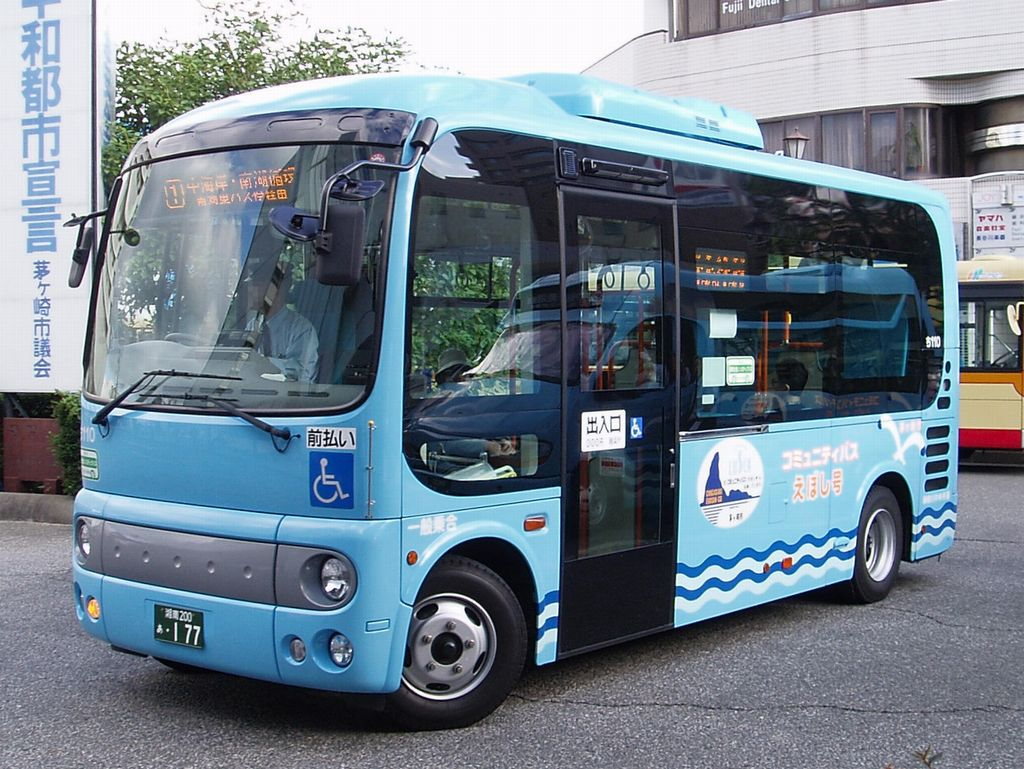
2代目ポンチョショート ADG-HX6JHAE 神奈川中央交通 茅ヶ崎市「えぼし号」
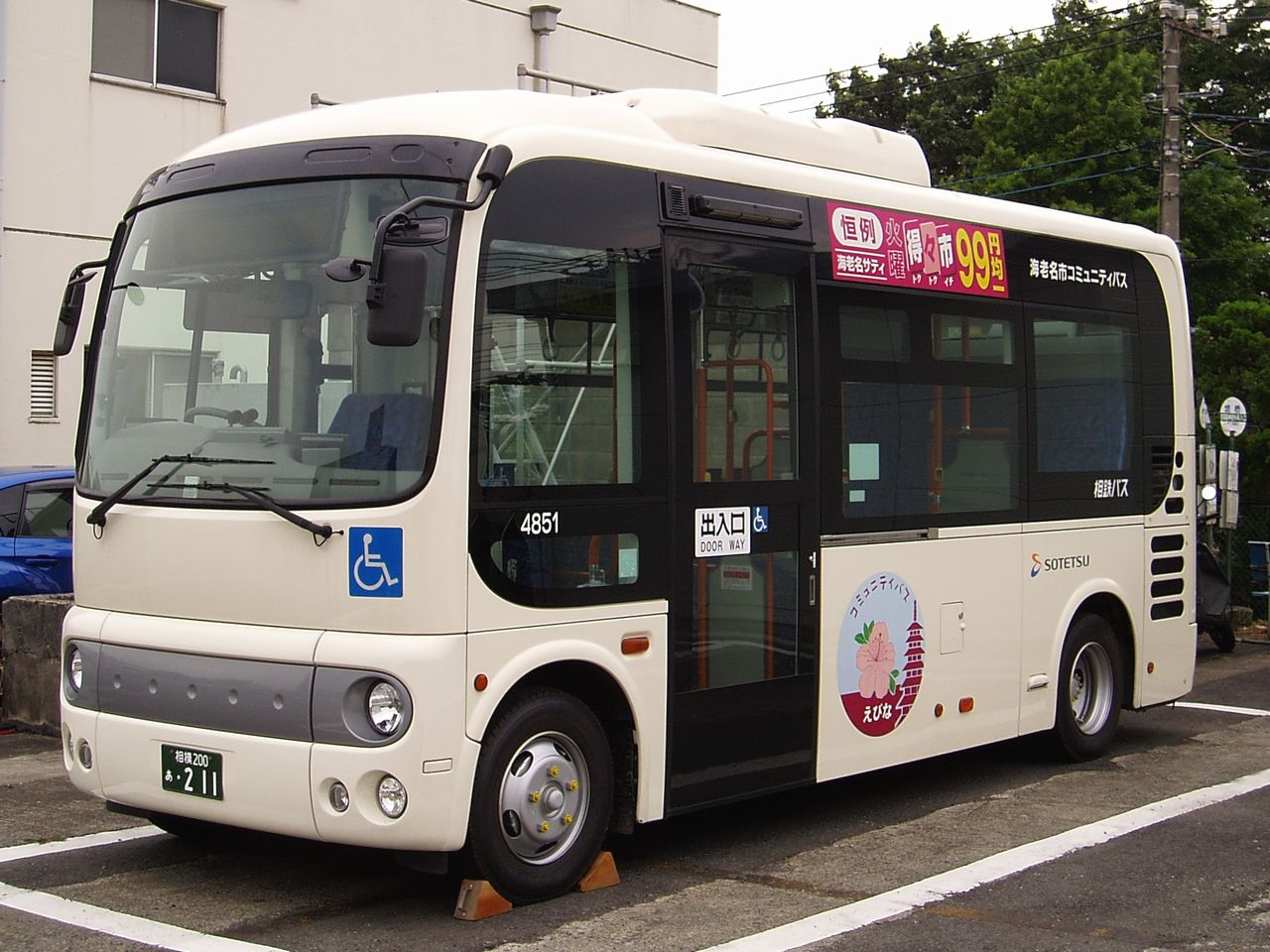
2代目ポンチョショート BDG-HX6JHAE 相鉄バス 海老名市コミュニティバス
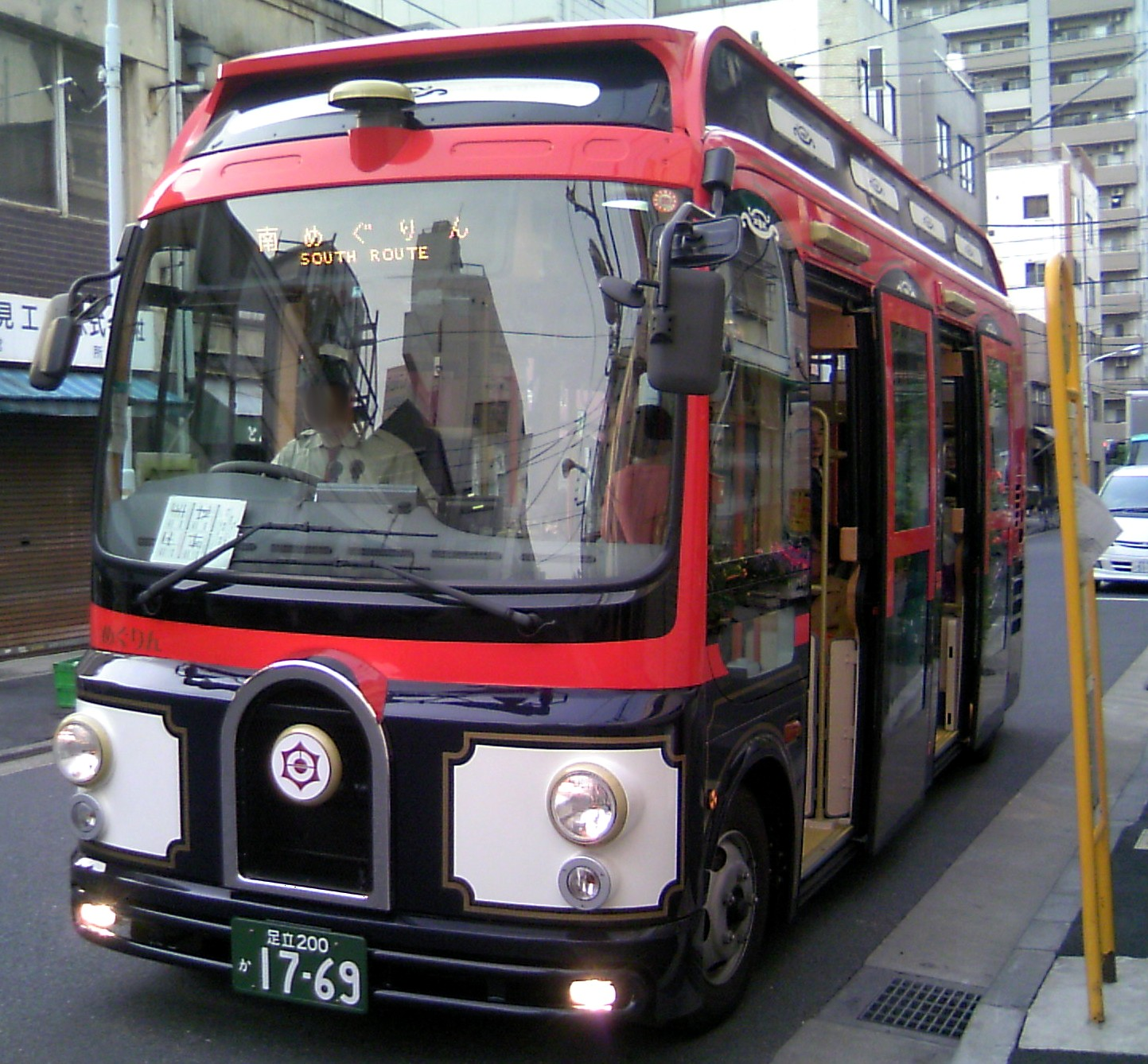
2代目ポンチョロング 改造車 日立自動車交通 台東区「めぐりん」
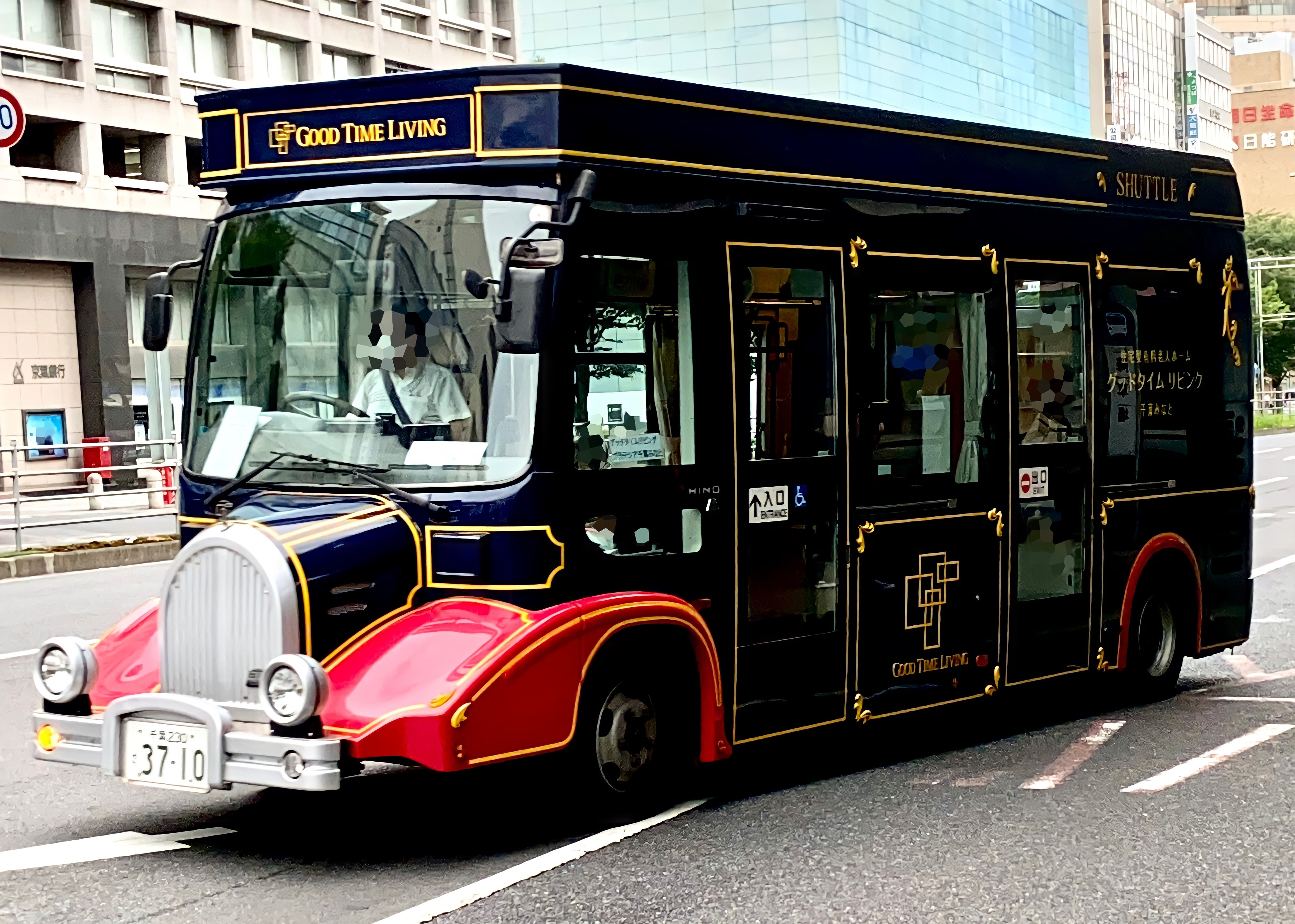
ボンネットバスに改造された2代目ポンチョ
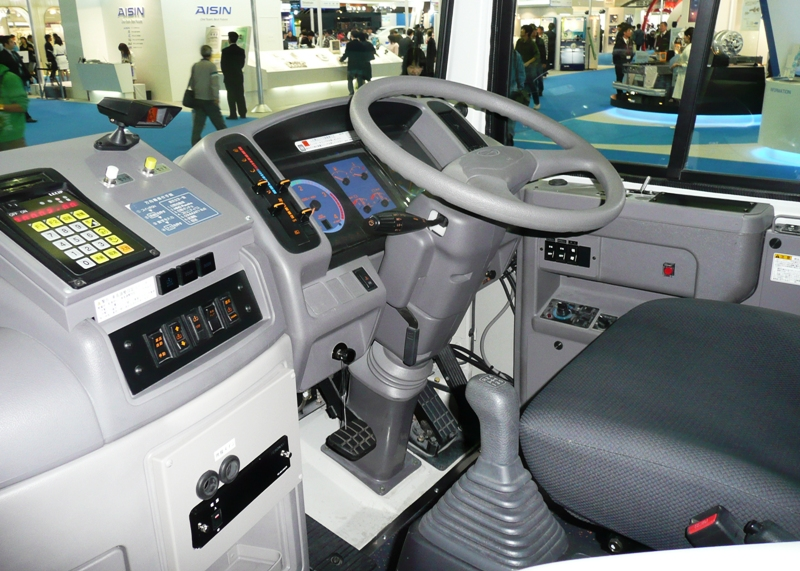
2代目ポンチョの運転席

### SKG-HX9J系/SDG-HX9J系
2011年（平成23年）8月9日にマイナーチェンジを行い、MT車はSKG-HX9J系、AT車はSDG-HX9J系にそれぞれ変更された。
エンジンは4.728LのJ05D (J5-IIF) 型から5.123LのJ05E (J5-V) に変更され（エンジン出力はADG・BDG車から変更なし）、DPRを改良することで平成22年排出ガス規制に適合し、MT車に関しては平成27年度燃費基準も達成した。また、日野自動車のクリーンディーゼルシステム「AIR LOOP」を採用した。
マイナーチェンジでアイドリングストップシステムが標準装備になったほか、シートレイアウトに郊外路線用が追加された。
平成22年排出ガス規制に際し、日野の小型路線車はツーステップのリエッセ (RX系) が生産中止となるため、後継車種であるポンチョに集約されることになった。
すでに三菱ふそう・エアロミディMEも生産終了しており、国産小型路線車はポンチョのみとなった。リエッセからポンチョへ改良する際にノンステップ化するためホイールベースを延長したことで、最小回転半径が増して小回りが効かなくなり、また座席定員も減少したため、狭隘路線での運行や多客時の積み残しの問題から、リエッセからの代替は路線環境に応じてポンチョではなく、中型車あるいはマイクロバスを選択しているバス事業者もある。
2012年（平成24年）5月10日には、同年7月から適用されるシートおよびシートベルトに関する保安基準と新ワンマンバス構造要件に適合したマイナーチェンジを実施した。
2017年（平成29年）からはオーストラリアにも輸出されており、オーストラリア仕様はロングボディ・1扉車（郊外型シート多区間）・5速ATのみの設定となる他、側面方向幕は非装着となる。
車両型式は以下のとおり。
|       | ショート    | ロング      |
| ----- | ----------- | ----------- |
| SKG車 | SKG-HX9JHBE | SKG-HX9JLBE |
| SDG車 | SDG-HX9JHBE | SDG-HX9JLBE |

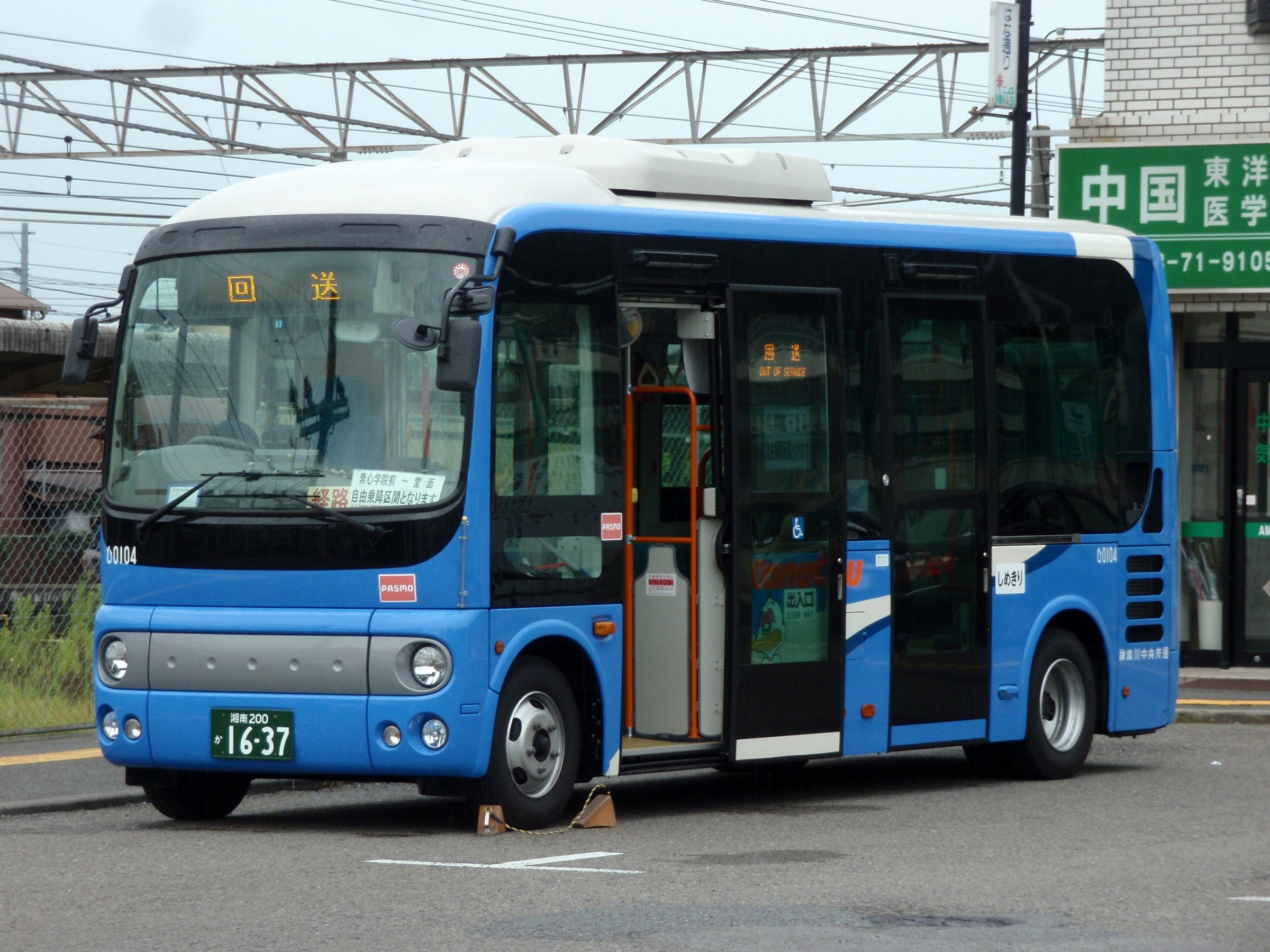
ポンチョロング（フロント） SDG-HX9JLBE 神奈川中央交通
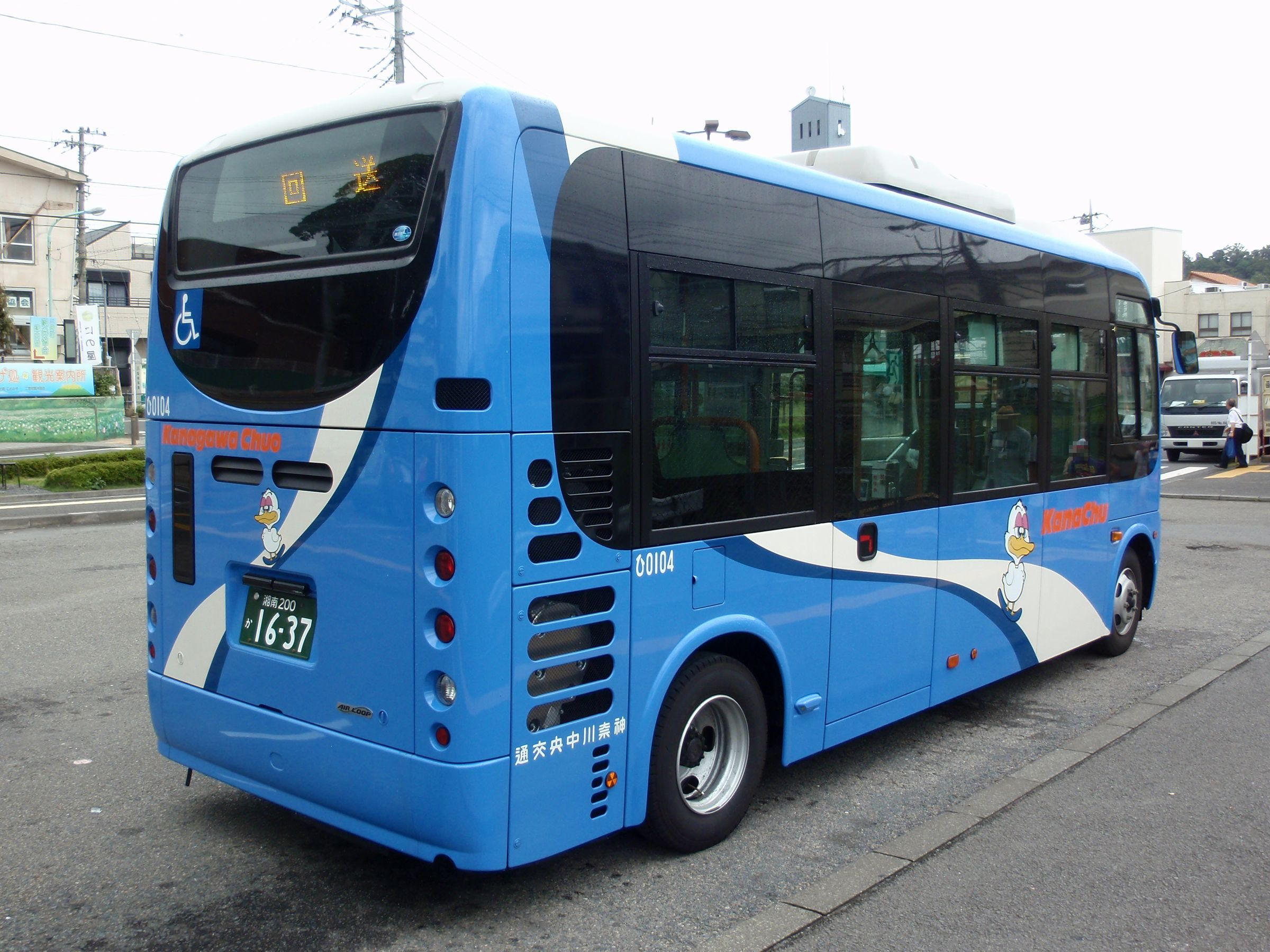
ポンチョロング（リア） SDG-HX9JLBE 神奈川中央交通
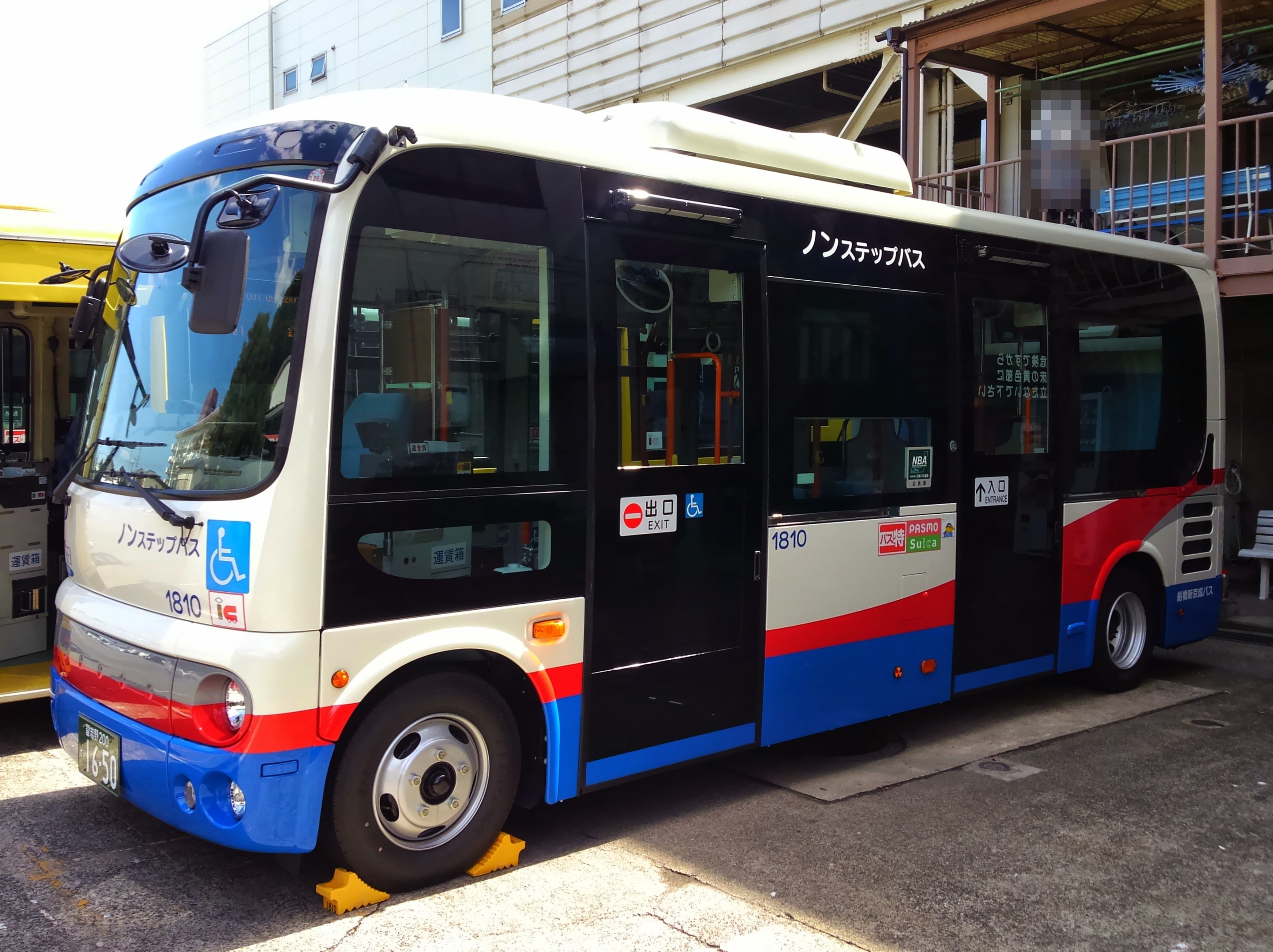
ポンチョロング（マイナーチェンジ後） SDG-HX9JLBE 船橋新京成バス
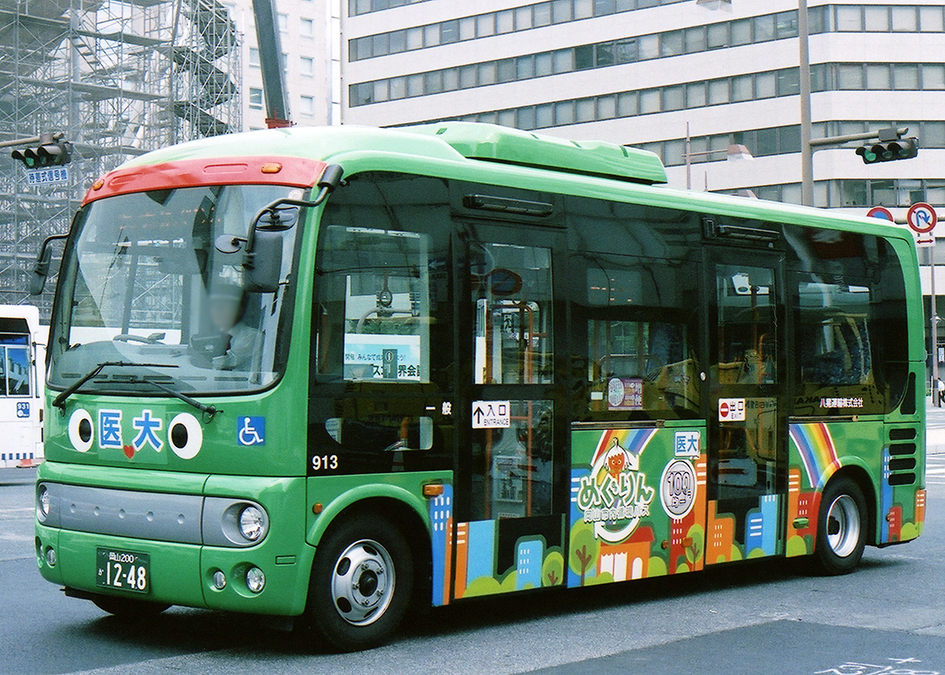
ポンチョロング（マイナーチェンジ後） SKG-HX9JLBE 八晃運輸「医大めぐりん」

### 2DG-HX9J系（現行車種）
2017年（平成29年）12月5日にマイナーチェンジを行い、平成28年排出ガス規制に適合した2DG-HX9J系となった（12月21日発売開始）。
エンジンはJ05E (J5-VI) 型に変更された（排気量とエンジン出力はSDG・SKG車から変更なし）。
排出ガス浄化システムは、従来のDPRに加えて尿素SCRシステムが採用された。車体側面にアドブルー注入口が設置されたのが過去のモデルとの鑑別点となる。またこれにより、車内の最後部座席がやや狭くなっている。今回のマイナーチェンジで、日本で発売されているディーゼルエンジンを使用するバス（マイクロバスを除く）の全車種に尿素SCRシステムが採用されることとなった。
トランスミッションは5速MTが廃止され、5速ATに統一された。このほか、室内灯がLED化され、メルファ同様のマルチインフォメーションディスプレイ付き新型メーターが採用された。
2019年（令和元年）にはHino Motors Sales (Malaysia) Sdn. Bhd.により2台がマレーシアに輸出され、2019年から2022年にかけてクランバレー、ジョホールバル、クアラルンプール、ペナンの各都市で運行試験に供された。同地では狭隘路や渋滞の多発する道路における交通手段として、また路上駐車の頻発する道路で大型バスが直面している運行上の諸問題を克服する手段として期待されている。
エンジン不正問題に伴う国土交通省の指導により、2022年8月2日に出荷を停止した。同年9月8日には国土交通省が出荷再開を認めている。

2024年12月10日に一部改良を実施し、バックカメラ・モニターを標準装備した。
型式は以下のとおり。
| ショート    | ロング      |
| ----------- | ----------- |
| 2DG-HX9JHCE | 2DG-HX9JLCE |

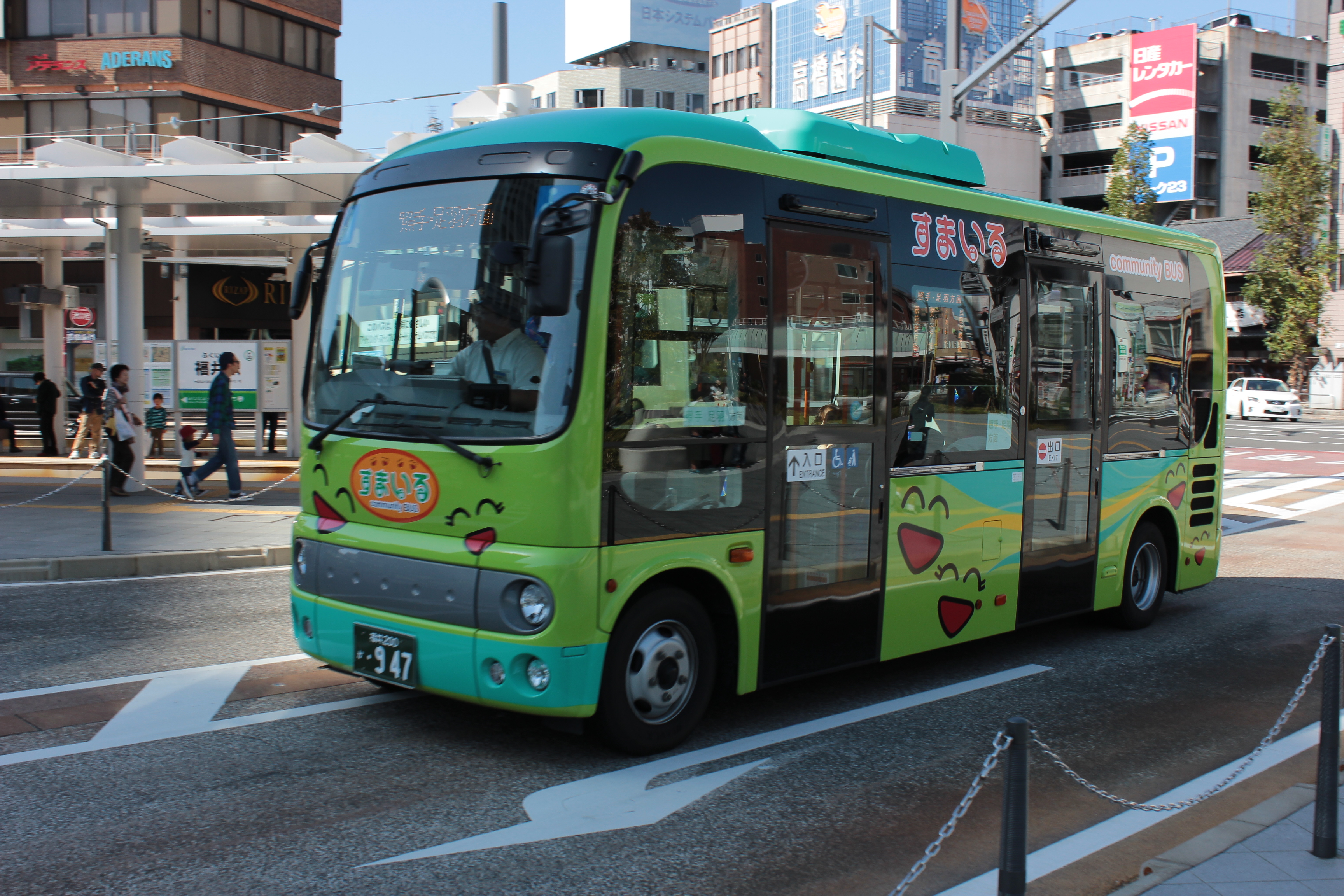
ポンチョロング 2DG-HX9JLCE 京福バス 福井市「すまいる」
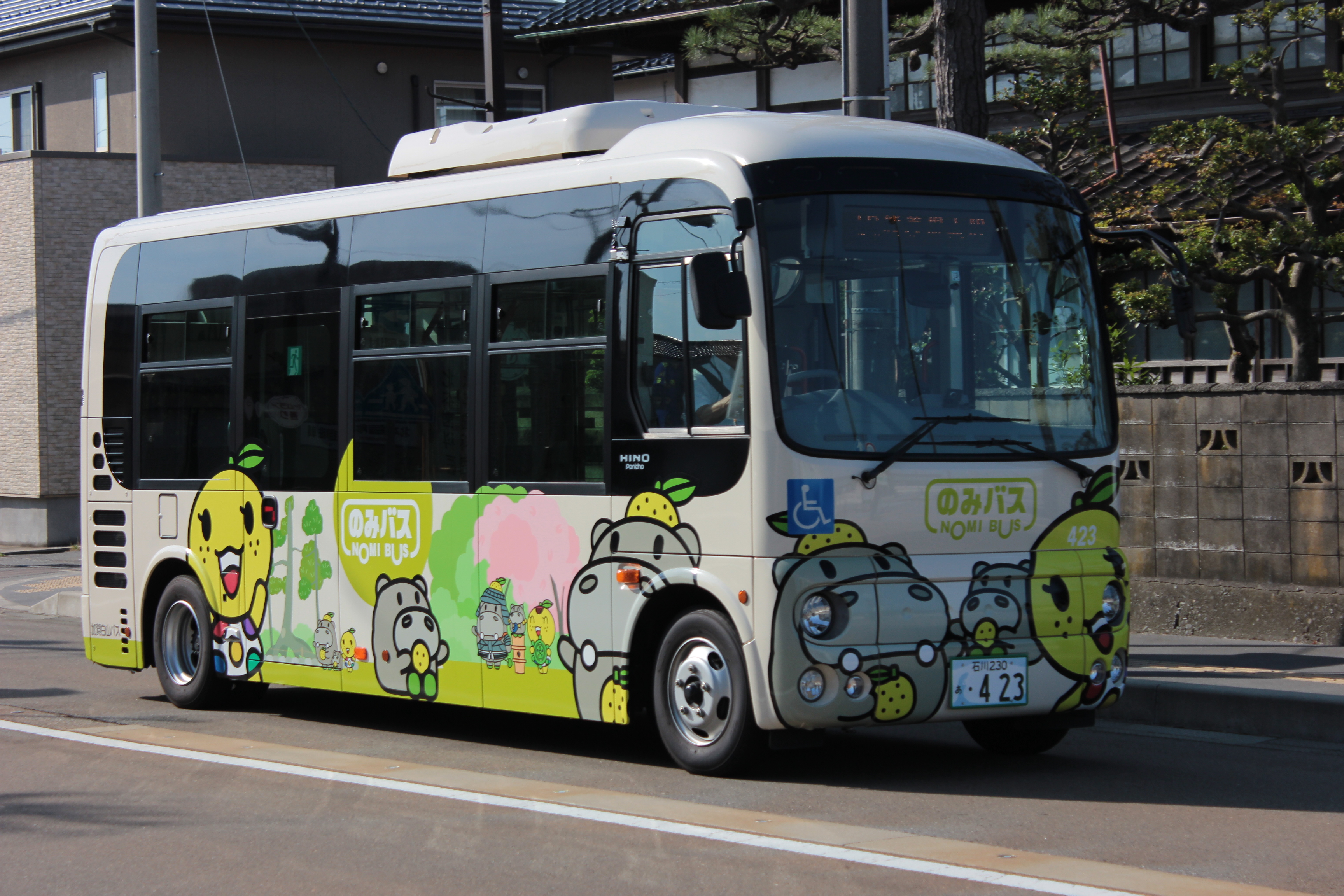
ポンチョロング 2DG-HX9JLCE 加賀白山バス 能美市「のみバス」

## CNGバス
CNG車はメーカー純正オプションではなく、協同バスグループの株式会社協同（埼玉県行田市）が改造を行っている。

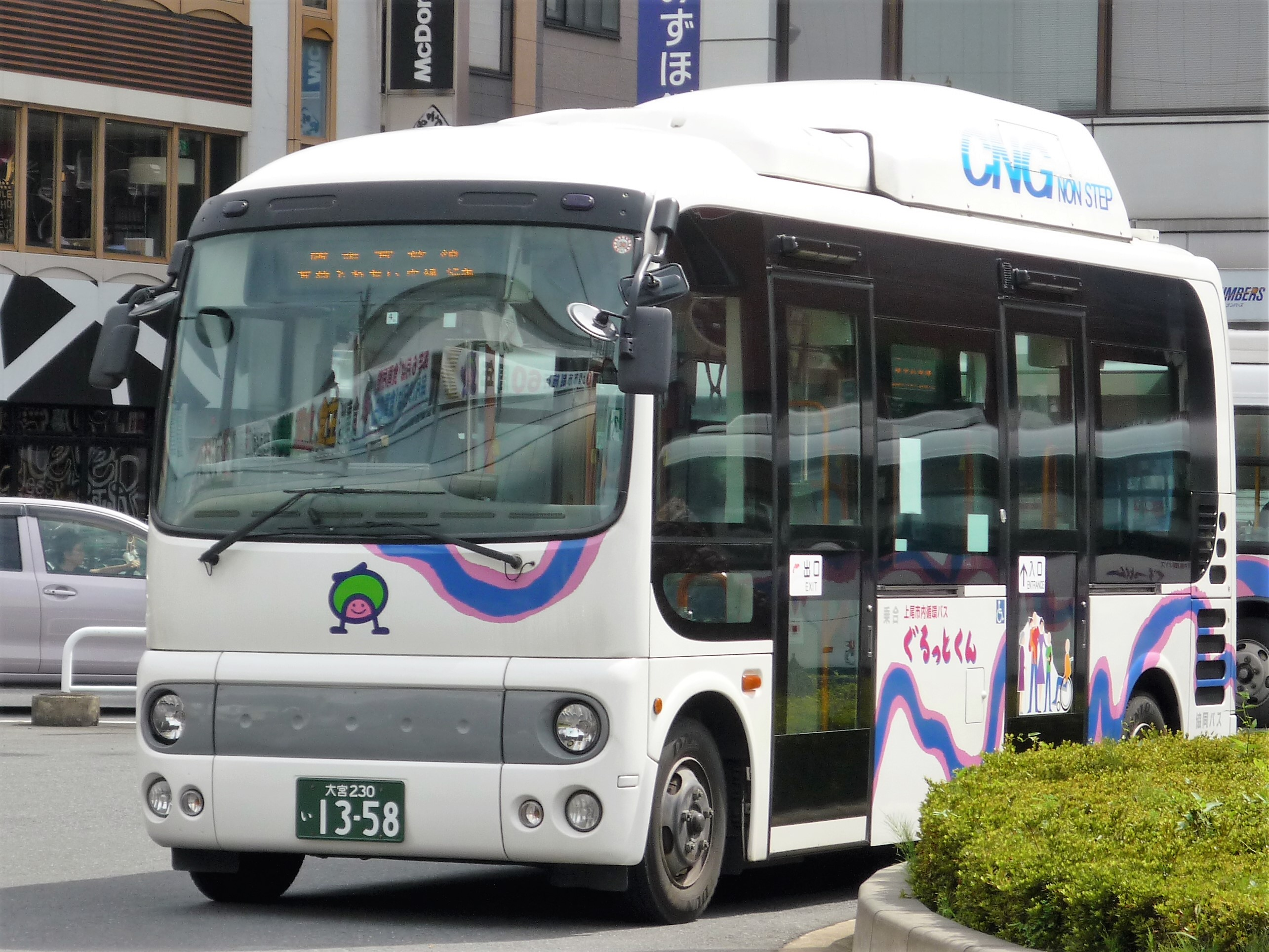
ポンチョロング BDG-HX6JLAE改 協同バス 上尾市「ぐるっとくん」
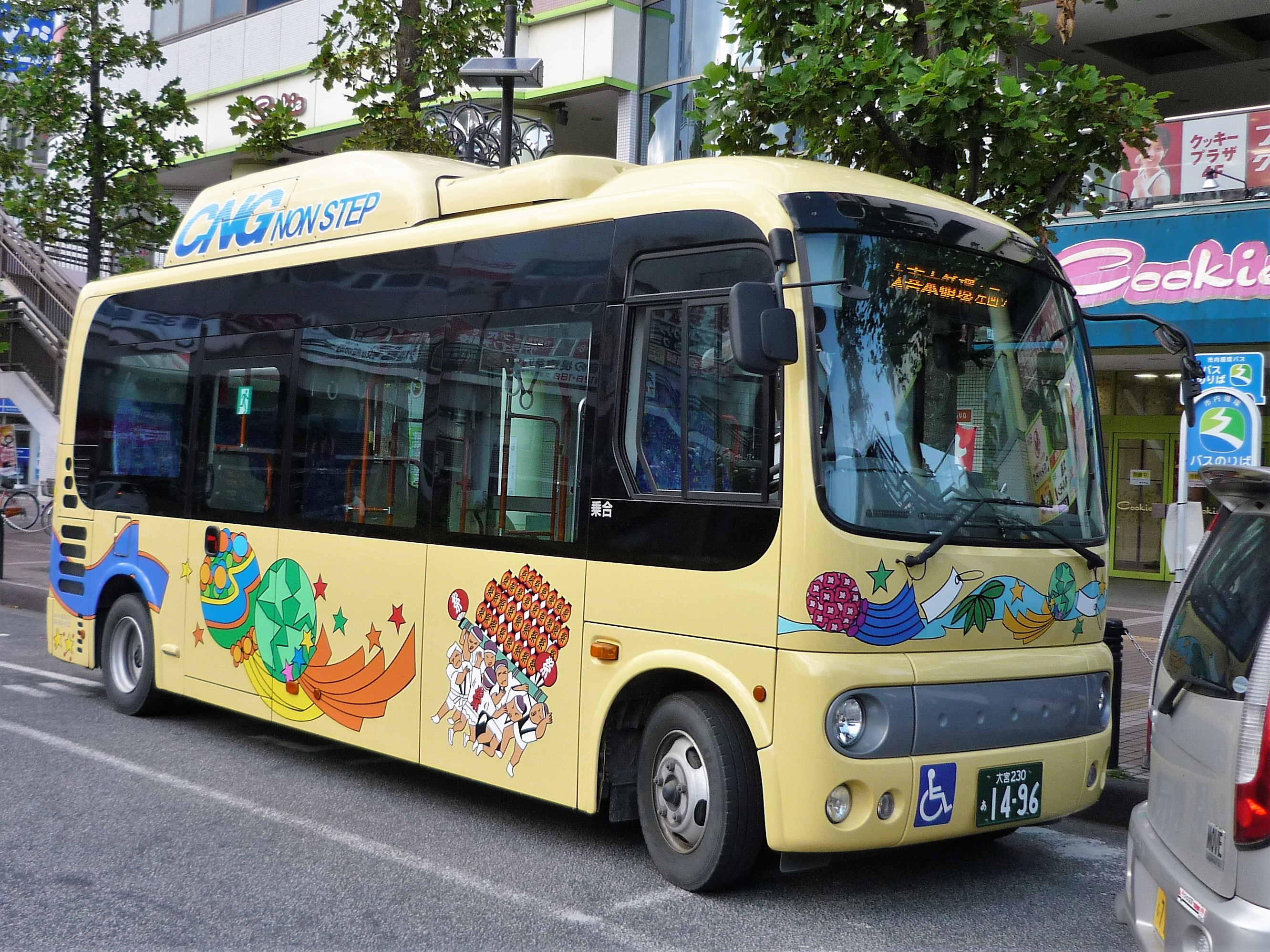
ポンチョロング SDG-HX9JLBE改 協同バス 久喜市「久喜市内循環バス」

## 電気バス

### ポンチョ電気バス
2012年（平成24年）3月、コミュニティバス向けの電気バス仕様「HINO PONCHO LOW-FLOOR ELECTRIC COMMUNITY BUS」が開発された。型式はSDG-HX9JLBE改であり、1号車が東京都羽村市、2号車が東京都墨田区に納入された。
ポンチョを改造した電気バスは、早稲田大学や東京R&Dなどにより改造されたコンバートEV（港区コミュニティバス「ちぃばす」では東芝製二次電池を搭載した電気バスで実証運行が行われた）として以前から存在するが、羽村市と墨田区に納入された電気バスは、日野自動車により開発されたメーカー純正電気バスである。
同年3月10日、1号車が羽村市コミュニティバス「はむらん」で運行開始した。これが全国初の電気バスによる定期運行となる。羽村市で初導入となったのは、市内に日野自動車羽村工場が所在する「お膝元」であるため。西東京バスB21251号車で、青梅営業所が運行受託する。
続いて同年3月20日には、2号車が墨田区内循環バス「すみだ百景 すみりんちゃん」で運行開始した。京成バス1401号車で、奥戸営業所が運行受託する。
翌2013年3月30日には、小松バスが「宇宙バスこまち☆」としてポンチョ電気バスを導入、内装は宇宙船をモチーフとした斬新なものとなっている。サイエンスヒルズこまつ・小松駅 - 小松空港・石川県立航空プラザ間で運行（一部は安宅住吉神社発着）。「はむらん」「すみりんちゃん」と同型式である。石川県小松市にはジェイ・バス本社および小松工場（旧：日野車体工業）がある。
電気バスは販売実績の多いロングボディで開発され、車両はいずれも2ドアのロングボディとなっている。羽村市「はむらん」では電気バスを除きショートボディの車両を採用しているため、他の車両と乗降方式を合わせて中扉を閉め切り扱いとしている。
バッテリーは小型のものを搭載し、短距離を走行して高頻度に充電することを前提として開発されており、満充電時の航続距離は30 kmと短く設定されている。パワートレインは、米国UQMテクノロジーズ社製200 kWモーターと、IHI製リチウムイオンバッテリー（30 kWh）が組み合わされる。
車両価格は約8,000万円と非常に高額である。日野自動車によると、その費用の大半はパワートレインが占め、中でもバッテリーの割合が大きいという。路線バスとして実用的なレベルまで航続距離を伸ばすためには、理想のバッテリー性能は10倍程度必要だが、現状では市場にそれを満たすものが存在しないという。実際の運行のためにはそのほかに、充電設備の設置費用などがかかることになる。
このポンチョ電気バスは、公益社団法人自動車技術会から「日本の自動車技術330選」に選定された。

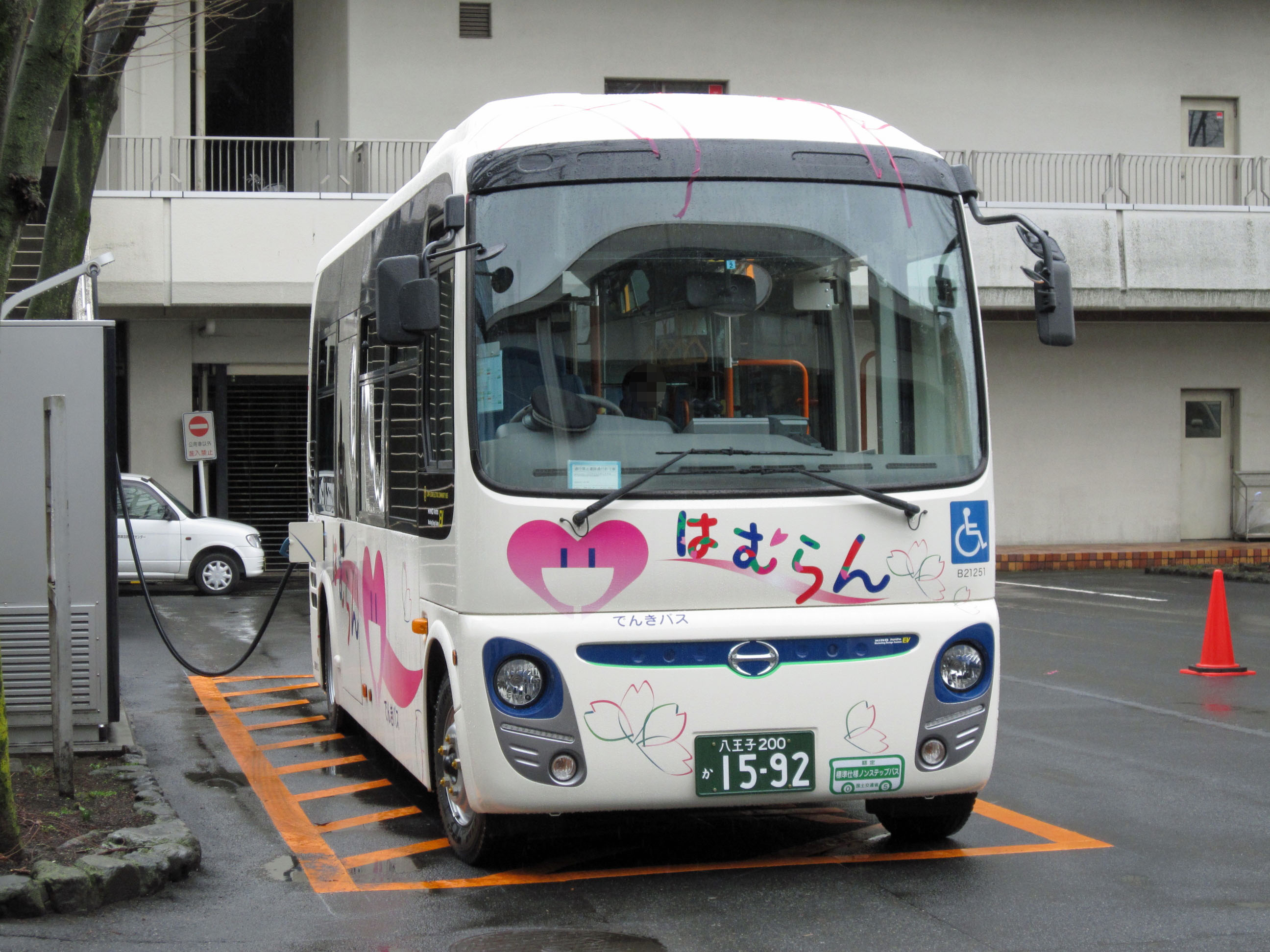
充電中の電気バス 西東京バス B21251号車 羽村市「はむらん」
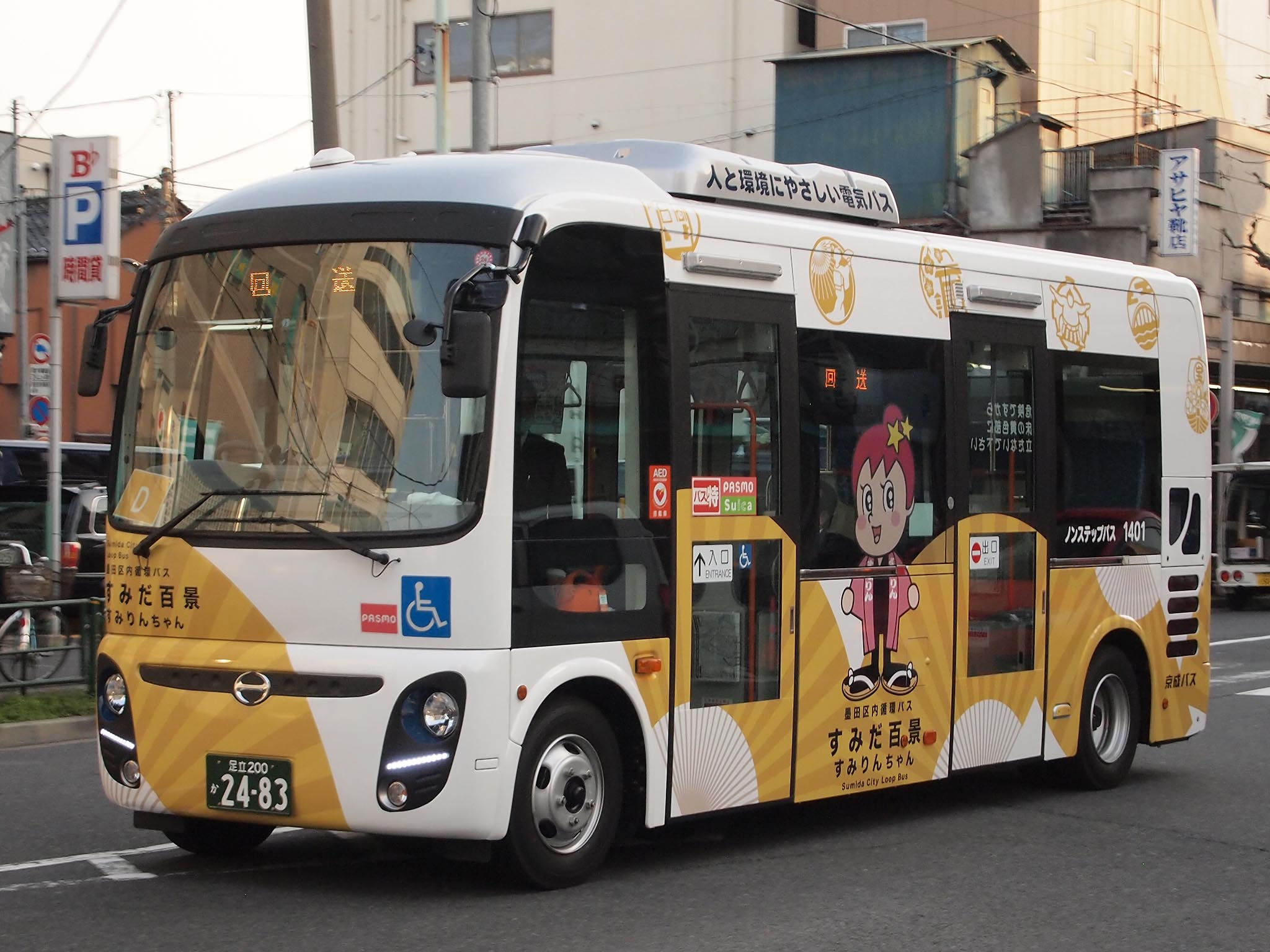
ポンチョ電気バス 2号車 京成バス 1401号車 墨田区「すみだ百景 すみりんちゃん」

### ポンチョ・ミニ
2013年に開催された第43回東京モーターショー2013に、日野自動車はEVコンセプトカーとして「小型EVコミュニティバス　日野ポンチョ・ミニ」を出展。これは100%日野オリジナルのEVポンチョで、パワートレインをコンパクト化して前輪駆動を採用し超低床化を実現した「小型EV商用車プラットフォーム」を採用していた。
さらなる狭隘路線での使用を想定し、ポンチョより一回り小型の11人乗りとした（寸法は後述）。充電口は前面に設けられている。超薄型バッテリーを客室床下に収納し、リアにエンジンを持たないため最後部まで完全なフルフラットノンステップを実現した。側面の1か所のほか、マイクロバスのように背面にも観音開きの扉を有し、車椅子やベビーカーは後部扉のスロープ板から乗降する。そのため座席は横向きシートで向かい合わせに配置され、後部座席はない。
日野自動車は東京モーターショー2013に、プラグインハイブリッドバス「メルファ プラグインハイブリッド」、衝突被害軽減ブレーキやドライバーモニターを装備した「セレガ 先進安全技術搭載車」を同時出展したが、いずれものちに市販化されている（詳細は各車種の記事を参照）。
しかし、2021年6月9日に発売予定が発表された「ポンチョZ EV」は、日野オリジナルのコンセプトモデル「ポンチョ・ミニ」の市販化ではなく、中国BYD製小型EVバスのOEM車が市販されることになった。
主要諸元
- 全長：4.915m
- 全幅：1.89m
- 全高：2.245m
- 乗車定員：11人

### ポンチョ Z EV
中華人民共和国の比亜迪汽車工業 (BYD) からOEM供給を受けて2022年春の輸入発売を予定していた電気バス。ベース車は同社製の小型電気バス、BYD・J6（K6の日本向けローカライズモデル）で、ボディの意匠をポンチョ風に改めたのみで仕様はJ6とほぼ同様である。
日野自動車は2021年6月9日、小型電気バス「日野・ポンチョ Z（ズィー）EV」を2022年春に輸入発売する予定と発表。同社は「環境問題への関心の高まりを背景に、コミュニティバスとして生活に密着した存在であるからこそ、ゼロエミッション化へのニーズに対応する」としている。
これに先駆け、2020年4月23日に日野自動車はBYDと商用EVの戦略的パートナーシップ契約を締結。さらに同年10月21日には商用EV開発のため合弁会社の設立に合意、出資比率は日野とBYDが半々で、2021年内に中国で新会社設立を予定するとしていた。その新会社で共同開発したEVを日野ブランドで展開するとしていたが、合弁会社設立の目処が立たなくなったことから、「日野・ポンチョ Z EV」は両社の共同開発ではなく、BYDからOEM供給を受ける形となった。日野自動車はその理由について「EVバス発売へのリクエストが多く、市場ニーズに迅速に応えるため」としている。また日野の親会社であるトヨタ自動車はすでにBYDと研究開発会社を設立している。
また日野自動車はEVの導入・運用ソリューション提供を行うため、2021年5月13日に関西電力との合弁会社「株式会社CUBE-LINX（キューブリンクス）」（本社：東京都新宿区西新宿）を設立。「日野・ポンチョ Z EV」の発売と同時に、同社が手がける「電動車最適稼働マネジメント事業」の取り扱い車両としてもラインナップする予定としていた。
2023年2月16日、「日野・ポンチョ Z EV」の輸入発売を凍結することが発表された。日本自動車工業会が自主規制物質としている六価クロムの使用が販売計画の凍結理由として報じられている。
主要諸元
以下は2021年6月発表時点の参考値。括弧内はベース車となるBYD・J6の数値（参考）。
- 全長：6.990m（6.990m）
- 全幅：2.090m（2.080m）
- 全高：3.060m（3.060m）
- 車両総重量：約8,000kg（7650 - 7925kg）
- 乗車定員：約30人（25人 - 31人）
- モーター最大出力：161kW（161kW）
- バッテリー容量：105kWh（105.6kWh）- リチウムイオンバッテリーを採用
- 充電方式
  - 急速充電：CHAdeMO（CHAdeMO）
  - AC充電：対応未定（AC 40kW）